# Жашков, Иосиф Васильевич
Иосиф Васильевич Жашков (1899 — 1959) — советский военачальник, генерал-майор. Начальник штаба 7-й и 26-й армий в период Великой Отечественной войны.

## Биография
Родился 1 апреля 1901 года в Вязьма, Смоленской губернии.
С 1919 года призван в ряды РККА служил в войсках. С 1919 по 1920 год был участником Гражданской войны, воевал на Туркестанском фронте против войск Туркестанской армии генерала Б. Л. Казановича, С 1920 по 1921 год участвовал в Советско-польской войне.
С 1925 года после окончания Военной академии РККА имени М. В. Фрунзе служил в частях на командных и штабных должностях в Ленинградском военном округе, в инженерных управлениях ВМФ и РККА. С ноября 1941 года в начальный период Великой Отечественной войны — начальник штаба 84-й стрелковой бригады 1-й ударной армии Западного фронта, в составе армии и фронта бригада участвовала в Московской битве.
С января по март 1942 года — начальник штаба 7-й сапёрной армии, сформированной в составе Приволжского военного округа, с 15 февраля в составе Юго-Западного фронта.
С 17 мая 1943 по 2 июня	1944 год — начальник штаба 26-й армии в составе Карельского фронта, основной задачей армии являлось участие на Советско-финском фронте и удержание занимаемых рубежей в Карелии. С 1944 по 1945 год — начальник штаба 81-го стрелкового корпуса 50-й армии в составе 2-го Белорусского фронта, в августе 1944 года был одним из организаторов операции корпуса по прорыву обороны противника на западном берегу реки Бжозувка , занятии города Гонёндз и крепости Осовец, за эту операцию был награждён орденом Суворова II степени. 2 января 1945 года за организацию и осуществление операции по штурму города и крепости Кёнигсберг и участия в Кёнигсбергской операции был награждён орденом Кутузова II степени. И. В. Жашков был участником разработки плана наступления корпуса, в результате которого 22 января 1945 года стремительным ударом был прорван передний край обороны противника на реке Нарев, и части корпуса вторглись в пределы Восточной Пруссии, овладев различными населёнными пунктами и городом Иоганнисбург и участие в Восточно-Прусской операции был награждён орденом Красного Знамени.
С апреля по август 1945 года — начальник штаба 69 стрелкового корпуса 50-й армии в составе 3-го Белорусского фронта. 11 июля 1945 года Постановлением СМ СССР И. В. Жашкову было присвоено воинское звание генерал-майор.
С 1950 года на пенсии.
Скончался 31 марта 1959 года в Москве.

## Награды
- Орден Ленина (21.02.1945)
- три ордена Красного Знамени (03.11.1944; 16.02.1945, 20.06.1949)
- Орден Суворова II степени (10.04.1945)
- Орден Кутузова II степени (22.01.1945)
- Юбилейная медаль «XX лет Рабоче-Крестьянской Красной Армии» (22.02.1938)
- Медаль «За оборону Москвы» (22.12.1944)
- Медаль «За взятие Кенигсберга»
- Медаль «За оборону Советского Заполярья»
- Медаль «За победу над Японией»
- Медаль «За победу над Германией в Великой Отечественной войне 1941—1945 гг.» (9.05.1945)[9][10][1]
- Знак «Участнику Хасанских боёв»